# Blautia acetigignens
Blautia acetigignens es una especie de bacteria grampositiva del género Blautia. Descrita en el año 2021. Su etimología hace referencia a producción de ácido acético. Es anaerobia estricta. Produce acetato, propionato y cobalamina. Tiene un contenido de G+C de 44,4%. Se ha aislado de heces humanas.